# Filatelistyka szachowa
Filatelistyka szachowa – filatelistyka tematycznie związana z szachami
Pierwszy znaczek pocztowy z motywem szachowym ukazał się dopiero w Bułgarii (1947).
W latach 1947–1959 ukazało się 27 znaczków pocztowych.  W dziesięcioleciu 1960–1969
wydano aż 50 znaczków pocztowych, zaś w latach 1970–1975 wyszło 55 znaczków.
Nasilenie emisji występuje zwykle z okazji olimpiady szachowej oraz meczów o mistrzostwo świata. Dodatkowo ukazują się znaczki, na których gra w szachy stanowi motyw dodatkowy lub wiąże się symbolicznie z szachami.
Filatelistyka szachowa obejmuje również inne druki pocztowe, m.in. koperty pierwszego dnia obiegu (FDC), stemple (kasowniki okolicznościowe).
O skali rozwoju filatelistyki szachowej świadczą ukazujące się liczne katalogi: (np. Chess on stamps P.C. Burnett).